# Storžič
Le Storžič est un sommet des Alpes, à 2 132 mètres d'altitude, dans les Alpes kamniques, en Slovénie.

## Géographie
C'est le sommet le plus élevé de la partie occidentale du massif et le seul y dépassant la cote des 2 000 m. La partie occidentale des Alpes kamniques comporte deux ensembles : le massif du Storžič et celui du Dobrča. Le massif du Storžič est bordé par la Tržiška Bistrica à l'ouest, et par la Kokra à l'est. Le Storžič, central, est reconnaissable de tous côtés par sa forme conique. Au nord, la crête Škarjev rob descend vers le col Javorniški preval (1 465 m), point de rencontre avec les Karavanke. Le versant nord-est est tourné vers la vallée de la Kokra, la crête est penchant vers le col Bašeljski preval (1 630 m). L'adret présente une crête sud-ouest, l'alpage Javornik (1 329 m) étant dans sa partie supérieure, vers l'ouest. La crête ouest est allongée et étroite. Avant d'atteindre en aval le col Mala Poljana (1 325 m), cette crête prend le nom de Psica (« la chienne »). Le versant nord est abrupt et ses parois sont sillonnées de goulets. Il se dresse en fin de la vallée de la Lomščica, un affluent rive gauche de la Trziška Bistrica. Le panorama sommital inclut la vallée de la Save au sud, les Alpes juliennes à l'ouest, les Karavanke au nord, et la partie centrale des Alpes kamniques à l'est. Au XVIIIe siècle, les botanistes se sont intéressés au Storžič à cause de sa situation et de son exposition, ainsi Giovanni Antonio Scopoli qui en fit la première ascension, Franz Xaver von Wulfen qui répéta l'ascension quelques années plus tard, et Franz von Hohenwart.

## Ascension
Une trentaine de voies d'alpinisme ont été ouvertes en versant nord, d'un dénivelé entre 100 m et 600 m, la moitié d'entre elles se prêtant aux ascensions hivernales. Comme soutien à l'alpinisme hivernal, un refuge-bivouac a été construit en pleine face, à environ 1 700 m d'altitude, et certains goulets sont très courus ainsi même que skiés. Les itinéraires de randonnée alpine sont aménagés et entretenus. La voie normale, la crête est, part du col Bašelsjki preval, le refuge Dom na Kališču (1 534 m) n'étant que 100 m plus bas, en versant sud. L'itinéraire de la crête ouest est au départ du col Mala Poljana. Plusieurs chemins en versant sud s'y adjoignent et, après le segment appelé Psica, la via ferrata Žrelo la rejoint sur son versant nord. Žrelo est au départ du refuge Dom pod Storžičem (1 123 m). Le chemin de crête nord, Škarjev rob, est au départ du col Javorniški preval. Un itinéraire raccourci, au départ du refuge Dom pod Storžičem, rejoint la crête en amont du col. Le chemin de la crête sud-ouest est au départ de l'alpage Javornik.
Le refuge Dom pod Storžičem est accessible aux véhicules depuis la ville de Tržič, depuis laquelle il est d'abord fléché Lom. Le col Mala Poljana est accessible en versant sud soit depuis les villages de Gozd (commune de Tržič), Goriče, ou Trstenik (commune de Kranj), soit depuis le refuge Dom pod Storžičem en versant nord. En versant nord-est, le col Javorniški preval et le col Bašeljski preval sont accessibles depuis la halte Kanonir, le long de la vallée de la Kokra (commune de Jezersko). En versant sud, le col Bašeljski preval est accessible depuis Mače (commune de Preddvor, accès le plus court). L'alpage Javornik est accessible depuis Trstenik. Les voies d'alpinisme en face nord sont accessibles depuis le refuge Dom pod Storžičem.

## Sources
- (sl) Tine Mihelič, Rudi Zaman, Slovenske stene, Radovljica, Didakta, 2003 (ISBN 961-6463-47-0). -guide d'alpinisme et livre reconnu, couvrant les parois slovènes.
- (sl) Vladimir Habjan, Jože Drab... et al., Kamniško-Savinjske Alpe : planinski vodnik, Ljubljana, Planinska zveza Slovenije, 2004 (ISBN 961-6156-52-7). -guide de randonnée alpine pour les Alpes kamniques (Club alpin slovène).
- PzS, GzS, Storžič - 1 : 25 000, Ljubljana. -carte du Club alpin slovène.
- (sl) Gregor Kresal, Zimski vzponi, Ljubljana, Sidarta, 2007 (ISBN 978-961-6027-47-2). -guide de glace et mixte.